# Schwarzgrüner Täubling
Der Schwarzgrüne Täubling (Russula atroglauca) ist ein Pilz aus der Familie der Russulaceae. Es ist ein seltener Täubling, dessen Hut schwärzlich bis dunkel blaugrün gefärbt ist. Er ist nah mit dem Tauben-Täubling verwandt und kommt in Feuchtgebieten meist unter Birken vor.

## Merkmale

### Makroskopische Merkmale
Der Hut 3,5–7 cm breit, zuerst kugelförmig, dann flach gewölbt und später mehr oder weniger niedergedrückt. Der Rand ist glatt oder sehr kurz gerieft und im Alter fast gefurcht. Der Hut ist meist dunkel blaugrün, grau oder fast schwärzlich gefärbt und blasst niemals stärker aus. Die Huthaut ist bei Trockenheit matt und fast samtig, zum Rand hin kann sie ein wenig feldrig aufspringen oder leicht kleiig oder schuppig werden. Sie ist aber niemals so rissig aufgesprungen, wie es für die Huthaut des Enten-Täublings typisch ist. Die Huthaut lässt sich leicht bis zur Hälfte abziehen, in der Mitte ist sie oft ein wenig klebrig. Vom Erscheinungsbild her erinnert der Täubling an den Blaugrünen Reif-Täubling.
Die weißlichen bis cremig-weißen Lamellen sind bis zu 6 mm hoch und stehen ziemlich dicht. Sie sind ein wenig bauchig und laufen manchmal leicht am Stiel herab. Das Sporenpulver ist blass oder mäßig cremefarben. (IIc nach Romagnesi)
Der weiße und nur leicht gilbende Stiel ist 3–6,5 cm lang und 0,8–1,5 cm dick. Er ist zylindrisch bis leicht keulig geformt und oft zur Basis hin verschmälert oder kurz verdickt. An der Basis wird er oft rostfleckig.
Das Fleisch schmeckt mild und vielleicht ein wenig nussig und ist nahezu geruchlos. Wird es angeschnitten bleibt die Farbe so gut wie unverändert. Mit Eisensulfat reagiert es nicht oder verfärbt sich nur schwach hellrosa und mit Guajak graugrün. Phenol verfärbt das Fleisch violettbraun, wie es für die allermeisten Täublinge üblich ist.

### Mikroskopische Merkmale
Die Sporen sind 6,5–8,5 (–9) µm lang und 5–7 µm breit. Das Sporenornament ähnelt dem des Tauben-Täubling. Die Warzen sind dornig, bis zu 1 µm hoch und stehen teils einzeln, teils sind sie gratig miteinander verschmolzen und sind manchmal teilweise netzig verbunden. Der Hilarfleck ist sehr klein. Die Basidien 30–40 µm lang und 8–10 µm breit. Die Zystiden sind 55–105 µm lang und 6–13 µm breit. Sie sind meist spindelförmig und tragen am oberen Ende oft ein kleines Spitzchen (appendikuliert).
Die Huthaut-Hyphen sind weit oder sehr weit, zylindrisch, stumpf oder nach oben hin verschmälert und in kürzere Abschnitte unterteilt. Die Huthaut erinnert an die des Enten-Täubling. Sie enthält vielen variabel geformte Pileozystiden, die sich mit Sulfovanillin schwärzlich anfärben lassen. Diese sind 22–50 µm lang und 6–10 µm breit und enthalten reichlich körniges Pigment.

## Artabgrenzung
Wie alle Arten aus der Untersektion Griseinae ist der Täubling oft schwer zu bestimmen. Sowohl der Blaugrüne Reif-Täubling als auch der Tauben-Täublingen sehen sehr ähnlich aus. Auch mit dem Grasgrünen Birken-Täubling, der ebenfalls unter Birken vorkommt, kann man ihn verwechseln. Er ist aber meist heller und mehr olivgrün gefärbt. Ein weiterer ähnlicher Pilz ist der Enten-Täubling. Seine Huthaut ist am Rand deutlich rissig aufgesprungen und die Hutmitte blasst stark cremeocker aus.

## Ökologie
Als Mykorrhizapilz geht der Schwarzgrüne Täubling vor allem mit Birken eine symbiontische Partnerschaft ein. Aber auch Fichten und Zitterpappeln kommen als Wirte infrage. Man findet den Täubling mitunter in feuchten Birkenmoorwäldern oder Erlenbrüchen. Der Täubling bevorzugt Sandböden und Silikatsand. Die Fruchtkörper erscheinen zwischen Juli und September.

## Verbreitung

Europäische Länder mit Fundnachweisen des Schwarzgrünen Täublings.
Legende:
Länder mit Fundmeldungen
Länder ohne Nachweise
keine Daten
außereuropäische Länder

Der Täubling ist eine rein europäische Art die bisher in der Schweiz, Estland, Norwegen, Finnland, Schweden und Deutschland nachgewiesen wurde. Nördlich kommt er in Schweden in Norrbotten bis jenseits des 66. Breitengrad vor und erreicht in Norwegen in der Finnmark fast den 71. Breitengrad.
In Deutschland ist der Täubling sehr selten und wurde in der Rhön. Auf der Roten Liste für Deutschland wird er in der Gefährdungskategorie RL2 geführt. Der Täubling wurde im Alpenvorland, in Oberschwaben und der Rhön nachgewiesen. Auch in der Schweiz ist der Täubling selten, in Österreich und Liechtenstein wurde er bisher noch nicht nachgewiesen.

## Systematik

### Infragenerische Systematik
Der Schwarzgrüne Täubling wird von M. Bon in die Untersektion Griseinae gestellt, einer Untersektion der Sektion Heterophyllea. Die Untersektion enthält mittel- bis große Arten mit grau, grün, violett oder olivfarbenem Hut. Die an sich mild schmeckenden Pilze haben leicht schärfliche Lamellen, ihr Sporenpulver ist cremefarben bis ocker.

## Bedeutung
Der Schwarzgrüne Täubling ist essbar, spielt aber aufgrund seiner Seltenheit als Speisepilz keine Rolle.